# Sapnap
Nicholas Armstrong (Texas, 1 de marzo de 2001), más conocido como Sapnap, es un YouTuber y streamer estadounidense, conocido por su contenido de Minecraft. Junto con Dream y GeorgeNotFound, es parte del Dream Team, y fue miembro fundador del servidor Dream SMP de Minecraft. Es copropietario de NRG Esports desde 2022.

## Carrera
Sapnap subió su primer video en YouTube el 20 de octubre de 2019. Se hizo conocido por sus colaboraciones con otras personalidades de Minecraft, Dream y GeorgeNotFound, conocidos colectivamente como el "Dream Team" desde 2019. Sus vídeos con el grupo a menudo presentaban desafíos de speedrunning de Minecraft. Comenzó a transmitir en Twitch y, a principios de 2020, fue la cuarta persona en unirse al servidor de Minecraft Dream SMP basado en juegos de rol, después de Dream, GeorgeNotFound y Callahan.
Sapnap ha participado a menudo en eventos del MC Championship, y constantemente se ha clasificado como uno de los jugadores más fuertes del torneo. También ha competido en Squid Craft Games, un evento organizado por creadores de Minecraft de habla hispana, y ganó la segunda edición en marzo de 2023. Es conocido especialmente por sus habilidades en juegos de jugador contra jugador (PvP). Además de Minecraft, también ha jugado a otros juegos como Valorant, Fortnite y Counter-Strike: Global Offensive. Ha participado en torneos de ajedrez de Twitch como PogChamps. Ha aparecido en varios vídeos de YouTube de MrBeast, incluido uno en el que ganó un juego de la mancha de diez personas.
Sapnap comenzó a presentar el podcast Banter con el YouTuber Karl Jacobs en septiembre de 2021. Tras el lanzamiento del primer episodio, en el que participó MrBeast, el programa superó durante un breve tiempo a The Joe Rogan Experience como el podcast más popular de Spotify. GeorgeNotFound se unió como coanfitrión del podcast en agosto de 2022.
En octubre de 2022, Sapnap firmó con NRG Esports y se convirtió en copropietario de la empresa. Anunció que comenzará a hecer transmisiones en vivo en Kick en agosto de 2023.

## Vida personal
Nicholas Armstrong nació en Texas el 1 de marzo de 2001. En 2021, se mudó a Orlando, Florida, para vivir con Dream, y al año siguiente, se les unió GeorgeNotFound en la "Dream Team House".